# 김호성
김호성(1969년 9월 7일 ~ 2021년 5월 18일)은 한국의 남자 성우이다. 1994년 대교방송 1기 공채 성우로 입사하여 활동을 시작하였으며, 1996년 MBC 13기 공채 성우로 재데뷔하였다.

## 출연 작품

### 애니메이션
- 건담 08MS소대 (애니박스) - 지단
  - 건담 08MS소대 밀러스 리포트 (애니박스) - 지단
- 건담 08MS소대 라스트 리조트 (애니박스) - 지온 사령관
- 날으는 돼지 해적 마테오 (극장개봉) - 아이기
- 내일의 나쟈 (투니버스) - 헤르만
- 닥터 슬럼프 (MBC) - 왕서방
- 디지몬 프론티어 (투니버스) - 그롯토몬
- 디지몬 크로스워즈 (대원방송) - 자미엘몬
- 부메랑 파이터 (MBC) - 핀조로이드
- 샤먼킹 (애니원) - 머슬펀치 / 프리데이 / 사문 / 요우메이 / 라딤 / 믹
- 아주르와 아스마루 (극장개봉) - 크라푸
- 유희왕 3~4기 (챔프) - 듀크 / 유별난
- 이나중 탁구부 (XTM) - 한병태
- 데빌 칠드런 (대교방송) - 게일
- 쏙 빠져들 것 같아 (대교방송) - 맹화산
- 파워스톤 (애니맥스) - 키쿠노죠
- 파워레인저 매직포스 (재능TV) - 메이미
- 비스트워즈 (MBC)
- 허리케인 레인저스 (애니박스) - 하지르
- 못말리는 푸치니 (MBC) - 월터
- 토미와 오스카 (MBC) - 오스카
- 마법의 술 (애니원) - 제이콥
- 마징카이저 (애니원) - 만만디, 율리시즈, 바다라
- 커렉터 유이 (애니원) - 인카이 박사, 최승
- 헌터X헌터 (애니원) - 마멘, 수하2, 마스터, 심판1
- 금붕어 주의보 (애니원) - 경찰 서장
- 발리언트 (MBC)
- 월리스와 그로밋 - 거대토끼의 저주 (SBS)
- 슬레이어즈 프리미엄 (애니박스) - 문어 비서
- 잭과 콩나무 (애니박스) - 엠브로즈
- 공각기동대 - Stand alone complex (애니원)
- 격부술사 요역문 (챔프) - 환풍당 주인
- 모두 착한 아이에요 (투니버스) - 미루, 고트 박사
- 숲속의 전설 무시킹 (투니버스) - 데
- 풀 메탈 패닉 후못후 (투니버스) - 코구레 선생님, 와시오, 오노데, 오오누키 젠지, 가라스 럭비부장, 시바타, 오노데 코우타로
- 음양대전기 (투니버스)
- 몬스터 (투니버스) - 간수3
- 강철의 연금술사 (애니원) - 가게 주인
- 꾸러기 케라톱스 코리요 (KBS) - 오비
- 별난 가족 힐 (EBS)
- 자크 쿠스토의 해양 탐사대 (EBS) - 스티브
- 접속 트윕시 (EBS) - 사이버 괴물
- 파이널 판타지 (MBC) - 닐 (스티브 부세미)
- 개미 (MBC)

### 방송
- CSI 과학수사대 (MBC) - 그렉 센더즈(에릭 자만다)
- CSI 뉴욕 (MBC)
- CSI 마이애미 (MBC)
- 미녀와 뱀파이어 (MBC) - 오즈 (세쓰 그린)
- 스몰빌 (MBC) - 피트
- 밴드 오브 브라더스 (MBC) - 해리 웰쉬 (릭 워든)
- 가오레인저스 (애니박스) - 포세이돈
- 뮤턴트X (MBC 드라마넷)

### 영화
- 의천도룡기 (MBC) - 화산이로 (전계문)
- 판타스틱 소녀 백서 (MBC) - 시모어 (스티브 부세미)
- 나쁜 녀석들 2 (MBC) - 마커스 (마틴 로렌스)
- 트와일라잇 (MBC)
  - 뉴문 (MBC)
- 할로우 맨 (SBS) - 프랭크 체이스 (조이 스롤트닉)
- 블랙 아웃 (SBS) - 커틀러(릴런드 오서)
- 세상의 중심에서 사랑을 외치다 (MBC) - 조니 (후루하타 카츠타카)
- 신용문객잔 (MBC) - 가정
- 호스티지 (MBC) - 데니스 켈리 (조나단 터커)
- 캐리비안의 해적: 블랙 펄의 저주 (MBC) - 라게티 (맥켄지 크룩)
- 캐리비안의 해적: 망자의 함 (MBC) - 라게티 (맥켄지 크룩), 토르투가 행인
- 에주케이터 (SBS)
- 미션 임파서블 3 (MBC) - 벤지 (사이먼 페그)
- 쓰나미 (SBS)
- 사랑도 통역이 되나요? (SBS) - 케리의 친구(블레이크 크로포드) / 호텔 직원
- 매드 맥스 (SBS)
- 레이싱 스트라이프스 (SBS) - 레지(수탉) (제프 폭스워디)
- 매드맥스 (SBS)
- 터미널 스피드 (SBS)
- 벽혈남천 (SBS) - 죄수(마이크 램버트)
- 데스 워시4 (SBS)
- 데스티네이션 (SBS)
- DOA (MBC) - 하야테(추조룡)
- 쉬즈 더 맨 (MBC) - 세바스찬 (제임스 커크)
- 콘 에어 (MBC) - 갈랜드 그린 (스티브 부세미)
- 페이스 오프 (MBC) - 디트리히 하슬러 (닉 카사베츠)
- 대진제국 (MBC) - 중군사마
- 프로젝트 B (MBC) - 모리모토(시로 미후네)
- 콜드 마운틴 (MBC)
- 이탈리안 잡 (MBC) - 라일(세스 그린)
- 웰컴 투 정글 (MBC)
- 아들의 방 (MBC) - 오스카
- 바닐라 스카이 (MBC) - 의사(노아 테일러)
- 닥터 두리틀 (MBC) - 진 (리처드 쉬프)
- 우나기 (MBC) - 토지마(케이코 애인)
- 개같은 내 인생 (MBC) - 할아버지
- 지옥의 베를린 타워 (MBC) - 매니저(토마스 다르슁거)
- 타인의 삶 (MBC) - 파울 하우저 (한스-우베 바우어)
- 굿 나잇 앤 굿 럭 (MBC) - 돈 수린(로버트 네퍼) / 존 맥클레란 의원(본인)
- 빅 히트 (MBC) - 검프 (로빈 듄)
- 투모로우 (MBC) - 브라이언 (알제이 스미스)
- 동방불패2 (MBC) - 무운내장
- 어비스 (MBC) - 히피 (토드 그라프)
- 큰 도둑 작은 도둑 (MBC) - 에디
- 베오울프 (MBC) - 윌
- 집으로 가는 길 (MBC) - 하씨
- 메리에겐 뭔가 특별한 것이 있다 (MBC) - 터커 (리 에반스)
- 에버 애프터 (MBC) - 구스타브 (리 잉글비)
- 씬 레드 라인 (MBC) - 파이프 (에이드리언 브로디)
- 스크림 (MBC) - 랜디 (제이미 케네디)
- 애수 (MBC) - 파키스 (이안 하트)
- 미션 임파서블 2 (MBC) - 빌리 (존 폴슨)
- 아스테릭스 2: 미션 클레오파트라 (MBC) - 누메로비스 (자멜 드부즈)
- 패밀리 맨 (MBC) - 캐쉬 (돈 치들) / 닉(지아니 루소)
- 스틸 (MBC) - 오티스 (클레 베넷)
- 산드라 블록의 28일 동안 (MBC) - 코넬 (스티브 부세미)
- 라이언 일병 구하기 (MBC) - 멜리시 이병 (애덤 골드버그)
- 미이라 (MBC) - 베니 (케빈 J. 오코너)
- 꼬마유령 캐스퍼(MBC) - 스팅키 (조 알라스키)
  - 캐스퍼와 웬디 (MBC) - 하수구(유령)
- 마우스 헌트 (MBC) - 랄스 (리 에반스)
- 큐브 (MBC) - 카잔 (앤드루 밀러)
- 스타워즈 에피소드4 (MBC) - C-3PO (앤서니 대니얼스)
  - 스타워즈 에피소드5 (MBC) - C-3PO (앤서니 대니얼스)
  - 스타워즈 에피소드6 (MBC) - C-3PO (앤서니 대니얼스)
- 본 콜렉터 (MBC) - 리처드(마커스) (렐런드 오서) / 동료 형사(조나단 스타크)
- 포트리스2 (MBC) - 스탠리 (윌리 가슨)
- 황비홍 (MBC) - 사하파 무리 두목
- 황비홍2 (MBC) - 백련교도 교주
- 지중해 (MBC) - 스트라짜 (루이지 알베르티)
- 프랭키와 쟈니 (MBC) - 드레온 (필 리즈)
- 부라보 투 제로 (MBC) - 배즈
- 론머맨2 (MBC) - 트레비스
- 아웃브레이크 (SBS) - 브릭스(데일 다이)
- 로즈 앤 그레고리 (MBC)
- 친니친니 (MBC)
- 보통 사람들 (MBC)
- 더 록 (MBC) - 이서우드 (토드 루이소)
- 위험한 증언 (MBC)
- 아이언 이글 (MBC)
- 로빈 후드: 도둑들의 왕자 (MBC) - 병사(크리스토퍼 아담슨)
- 비욘드 랭군 (MBC)
- 애널라이즈 댓 (SBS) - FBI 요원(데이비드 폰테노) / 리가치의 부하(리차드 말돈)
- 슬립 허, 쉬즈 프렌치 (MBC) - 아나운서 외
- 스내치 (MBC) - 비니 (로비 지)
- 본 아이덴티티 (MBC) - 존 (가브리엘 만)
- 본 슈프리머시 (MBC) - 대니 존 (가브리엘 만) / 자르다 외
- 스튜어트 리틀 (MBC) - 몬티 (스티브 잔)
- 천녀유혼 (MBC)
- 풍운 (MBC) - 광대
- 파이트 클럽 (MBC)
- 에어 콘트롤 (MBC)
- 메이드 인 아메리카 (MBC)
- 토마스 크라운 어페어 (MBC) - 박물관 경호원(존 C. 하벤스) / 도둑(마크 랭스턴)
- 폴리스 스토리 (MBC) - 진가구의 동료(화성)
- 폴리스 스토리 2 (MBC) - 진가구의 동료(화성)
- 폴리스 스토리 3 (MBC)
- 탄생 (MBC) - 어른 숀(마이클 데소텔스)
- 암흑가의 두 사람 (MBC) - 자노 (알랑 드롱)
- 1408 (MBC) - 보일러 기술자(아이제이아 휘틀록 주니어)
- 코러스 (MBC) - 랑글레옹 (필리페 두 야네랑) / 의사 외
- 아라비아의 로렌스 그 후의 이야기 (MBC)
- 동방불패 (MBC)
- 아이엠 샘 (MBC)
- 나쁜 녀석들 (MBC)
- 화소도 (MBC)
- 어바웃 어 보이 (MBC) - 클라이브
- 덴젤 워싱턴의 킬링 머신 (MBC)
- 아름다운 비행 (MBC)
- 트루먼 쇼 (MBC)
- 플레드 (MBC)
- 세인트 (MBC)
- 모험왕 (MBC)
- 드라큘라 (MBC)
- 퀘스트 (MBC)
- 택시 (MBC)
- 프라이멀 피어 (MBC)
- 51번째 주 (MBC)
- 버티칼 리미트 (MBC) - 말콤 벤치 (벤 멘델슨)
- 굿바이 마이 프렌드 (MBC)
- 사선에서 (MBC)
- 윈스턴 처칠의 젊은 시절 (MBC)
- 콘헤드 대소동 (MBC) - 턴불
- 리전에어 (MBC) - 귀도(다니엘 카타지론느)
- 창공의 여왕 (MBC)
- 이너스페이스 (MBC)
- 제니퍼 연쇄 살인사건 (MBC) - 세라토 (마이클 오닐)
- 써머스비 (MBC) - 웹 (레이 맥키넌)
- 4월 이야기 (MBC) - 이삿짐 직원(쓰네카즈 우메다)
- 체인 리액션 (MBC)
- 컷스로트 아일랜드 (MBC)
- 파이터 블루 (MBC)
- 패스트 & 퓨리스 (MBC) - 제시 (채드 린드버그)
- 스타워즈 에피소드1 (MBC)
- AD 2000 (MBC)
- 윌로우 (MBC)
- 광부의 딸 (MBC)
- 뱀파이어의 환생 (MBC)
- 로스트 인 스페이스 (MBC)
- 익스트림OPS (MBC)
- 예카테리나 대제 (MBC) - 표트르 3세(하네스 재닉)
- 갱스 오브 뉴욕 (MBC)
- 토머스 크라운 어페어 (MBC)
- 바비 (MBC) - 시르한 시르한(케네디 암살범)(데이빗 콥잔세브)
- 유니버셜 솔져 - 그 두 번째 임무 (MBC) - 스퀴드 (브렌트 힌클리)
- 스트리트 파이터 (MBC)
- 세 얼간이 (MBC) - 수하스(산자이 라폰트) / 대학 선배(히티시 탁)
- 크림슨 타이드 (MBC)
- 패트리어트 게임 (MBC)
- 공군대전략 (MBC)
- 히틀러의 부활 (MBC)
- 제8요일 (SBS)
- 베스트 맨 (MBC) - 테디 (앤디 딕)
- 록 스탁 앤 투 스모킹 배럴즈 (MBC) - 로리 (바스 블랙우드)
- 유니버셜 솔저 - 그 두 번째 임무 (MBC) - 스퀴드 (브렌트 힌클리)
- 영 건2 (MBC) - 토미 (발세리저 게티)
- 러시아워 (SBS) - 스데키(존 호크스)
- 써든 데스 (MBC) - 뤽 로비타이(본인)
- 비틀쥬스 (MBC) - 버너드(딕 카벳)
- 007 유어 아이스 온리 (MBC) - 조지 호 선원(니콜라스 프랑카우)
- 중화영웅 (MBC) - 여관 주인(황빈)
- 딥 임팩트 (MBC) - 어반스키(마크 모지스)
- K2 (MBC)
- 플래툰 (MBC)
- 여인의 향기 (MBC)
- 황야의 무법자(MBC)

### 라디오 드라마
- 만화열전-레드문 (MBC) - 얌마, 조팡
- 만화열전-마스카 (MBC) - 하데스
- 만화열전-열혈강호 (MBC) - 진상필 부하

### 게임
- 천지의 문 - 겐메이

## 같이 보기
- 문화방송 성우극회